# Nyctophila graeca
Nyctophila graeca is een keversoort uit de familie glimwormen (Lampyridae). De wetenschappelijke naam van de soort is voor het eerst geldig gepubliceerd in 1990 door Geisthardt.